# ヘンリー・モーズリー (技術者)
ヘンリー・モーズリー（Henry Maudslay, 1771年8月22日 – 1831年2月14日）は、イギリスの技術者・発明家。工作機械の父と言われる。

## 生い立ち
同名の父は、工兵隊の車輪製造工だったが戦闘で負傷し、ロンドンのウリッジ王立工廠で倉庫番をしていた。そこで若い未亡人と知り合った父が結婚してもうけた7人の子のうち5番目の子である。1780年に父は亡くなり、モーズリーは12歳で王立工廠で薬莢に火薬を詰める仕事に就いた。2年後に大工道具店に移り、15歳の時からその鍛冶場で修業を始めた。鍛冶師として、軽くて複雑なものを作る仕事の才能があるように思われた。

## ブラマー錠
モーズリーの腕前は評判となり、それを聞きつけた発明家ジョセフ・ブラマー（en）の依頼を受けることになった。ブラマーはその頃、新しいタンブラー錠を開発して特許を取っていたが、この複雑な鍵を安く製造できる職人が見つからず苦労していた。部下の一人から推薦されてモーズリーと連絡を取ったブラマーは、モーズリーがまだ18歳であることに驚いたが、実際に腕前を見ると雇い入れることに決めた。モーズリーはロンドンのデンマーク通りにあるブラマーの工房で働くようになった。ブラマーの工房のショーウィンドウに飾られていた鍵の見本を製作したのは、モーズリーである。この鍵には、ピッキング行為に成功した者に対して200ポンドの懸賞金がかけられていたが、成功者が現れたのは実に47年も後であった。モーズリーは特別な工具や工作機械を設計し、ブラマー錠の安価な製造を実現した。

## 水圧機
また、ブラマーは水圧機（en）を設計していたが、ピストン周りの水密シーリングに苦労していた。一般的な手法では麻繊維を素材としたパッキンを使用するが、要求される高い水圧に耐えられなかった。このブラマー水圧機のために、モーズリーは皮革製のガスケットを使うことで、完璧なシーリングと抵抗の無い円滑な動作を両立させた。水圧機は完璧に作動するようになり、モーズリーの貢献は大きなものであったが、ブラマーからの経済的な見返りはほとんど与えられなかった。

## スライドレスト付き旋盤
モーズリーがブラマーの下で働きだしたころの一般的な旋盤は、足踏み動力で、切削用の刃物（バイト）は職人が手に持って切削個所に当てる仕組みだった。そのためあまり精密な作業はできず、特に鉄製品を加工する場合には問題だった。そこで、モーズリーは、バイトを固定できる工具台を取り付けるように改良した。この工具台は旋盤本体に対して正確に平行移動できるようになっていた（スライドレスト）。その結果、寸法が決められた製品をこれまでにない精度で量産できるようになり、このスライドレスト（工具送り台）付き旋盤は、機械加工に革命をもたらした。

## 昇進と結婚
頭角を現したモーズリーは、たちまちブラマーの工房の主任となった。1791年に、モーズリーはブラマーのハウスメイドだったSarah Tindelと結婚し、4人の息子をもうけた。長男のトーマス・ヘンリーと四男のジョセフは、後に父の事業を手伝うようになった。次男のウィリアムは土木技術者となり、イギリス土木学会の創設者の一人となった。
1797年、モーズリーはブラマーから独立することを決めた。そのきっかけは、モーズリーが週にわずか30シリングの賃上げを求めたのを、ブラマーが拒んだことであった。このとき、ブラマーの下で働き出して8年が経っていた。

## 独立
はじめ、モーズリーは小さな店と鍛冶場をロンドンのウェルズ通りに構えた。その後、1800年にはキャベンディッシュ・スクウェア（en）近くのマーガレット通りにある、もっと大きな建物に移った。
独立後の最初の大きな仕事は、マーク・イザムバード・ブルネルの依頼で、滑車製造用の42台の木工機械マークを製作したことである。これは海軍の帆船が装備する帆の操作用滑車の生産に使うためで、機械の設計はサミュエル・ベンサム（en）の開発したものを基礎としていた。完成した木工機械は、専門工場であるポーツマス滑車工場（en）に据え付けられ、現在も稼働中の同工場には当時の機械も一部が残っている。これらの機械は、合計で年間160,000個の滑車の製造能力を誇り、従来は110人の人員を要したところ、10人での稼働を実現した。これは専用機械を使ったライン生産方式が実用化された最初の著名な例であった。

## ねじ切り旋盤
また、モーズリーは、産業用として最初の実用的なねじ切り旋盤を、1800年に生み出した。これは、ねじ山を一定の大きさに統一して量産できる旋盤としては初めてのものであった。このねじ切り旋盤によって、それまではアイディア止まりだった部品の互換性が、ボルトとナットの関係について実現された。これ以前は、ボルトとナットは特定の一組でしか噛み合わせることができず、例えば機械の分解をしたときには、元の組み合わせを記録しておかないと復元できなかった。モーズリーは自分の工房内で使うねじ山を規格化し、規格に合ったボルトとナットを作るためのダイスとタップを用意した。これは工房での加工技術の一大進歩であった。

## 旋盤の設計
モーズリーは、スライドレスト付きの旋盤の最初の発明者であるとよく言われるが、これは事実ではない。また、旋盤について基準ねじとスライドレスト、交換可能なギヤ機構という3要素を組み合わせた最初の人物でもないかもしれない。しかし、これらの3要素を組み込んだ旋盤を世に広め、工作機械と機械技術におけるねじ山の応用に関して大きな進歩を生じさせたのはモーズリーである。
モーズリーは、10,000分の1インチ（約3マイクロメートル）単位で計測できるベンチマイクロメータの発明者でもある。このマイクロメータを「大法官」と呼び、工房内のあらゆる精密測定に使用した。
1810年までには、モーズリーの工房では80人の職工が働くようになった。工房が手狭になったので、今度はウェストミンスター通りのもっと大きな建物に引っ越した。モーズリーは、海軍省勤めの若い製図工だったジョシュア・フィールド（en）を雇い入れ、後にその才能を買って共同経営者とした。モーズリーの息子たちが経営者になった後には、会社名もモーズリー・サンズ・アンド・フィールド（Maudslay, Sons & Field）と変わった。

## 船舶用機関
ウェストミンスター通りに移ったモーズリーの工房は、船舶用の蒸気機関を専門的に手掛けるようになった。モーズリーが船舶に対して使用したエンジンのタイプはサイド・レバー構造のものであり、機関のレバーがシリンダーの横に並んで搭載されていた。この形式の機関は高さを抑えることができ、蒸気船の狭い機関室に適していた。1815年にモーズリーは最初の船舶用蒸気機関を製造した。この17馬力の機関は、テムズ川の蒸気船「リッチモンド」に使用された。1823年には、イギリス海軍最初の蒸気船「ライトニング」用の機関を供給した。1829年には、400馬力の当時世界最大の船舶用機関を作り、イギリス軍艦「ディー」に搭載した。モーズリーが死んで息子の代となった後の1838年には、客船「グレート・ウェスタン」用の750馬力の蒸気機関を製造し、同船の大西洋横断を成功させた。なお、同船はイザムバード・キングダム・ブルネル（モーズリーとしばしば取引をしていたマーク・イザムバード・ブルネルの息子）が設計した船である。

## テムズトンネル
1825年に、マーク・イザムバード・ブルネル（以前の滑車製造機械の依頼人）が、テムズトンネルの事業に着手した。これはテムズ川を挟んだロザハイス（en:Rotherhithe）とワッピングをトンネルで結ぶ計画である。テムズトンネルは、多くの困難を超えて1842年に完成し、テムズ川を潜る史上最初のトンネルとなった。この事業は、ブルネルが設計し、モーズリー・サンズ・アンド・フィールド社が製造したシールドマシン無くしては、成り立たないものであった。このほか、排水用の蒸気ポンプも、モーズリーは提供している。

## 晩年
晩年のモーズリーは天文学に興味を抱き、天体望遠鏡の製作を始めた。彼は、私設の天体観測所を持つためにノーウッドに家を買うつもりでいたが、この計画は実現しないうちに死を迎えた。1831年1月、モーズリーはイギリス海峡を渡る際にひいた風邪をこじらせ、4週間後の2月15日に世を去った。遺体はセント・メアリー・マグダレン・ウリッジ教会（en:St Mary Magdalen Woolwich）に葬られた。その聖母礼拝堂にあるモーズリーの墓碑は、自身が生前にデザインしたものである。
モーズリーの工房は、多くの優れた技術者たちを送り出した。リチャード・ロバーツ（en）、デイヴィッド・ネイピア（en）、ジョセフ・クレメンテ（en）、ジョセフ・ホイットワース、ジェームス・ナスミス、ジョセフ・フィールド、ウィリアム・ミュア（en）らを挙げることができる。
モーズリーは、黎明期にあった機械技術分野での進歩にも貢献したが、その最大の功績は工作機械分野における先駆者としてのものであった。以後、発展した工作機械は世界中の工場で使用されるに至る。
モーズリーの起こした会社は、19世紀のイギリスで最も重要な機械製造業者であったが、1904年にその幕を閉じた。曾孫のウォルター・H・モーズリーはモーズリー・モーター・カンパニー（en）を設立した。また、その息子のレジナルド・ウォルター・モーズレー（つまり玄孫）は、スタンダード・モーター・カンパニーの創業者である。